# Краковія (асоціація)

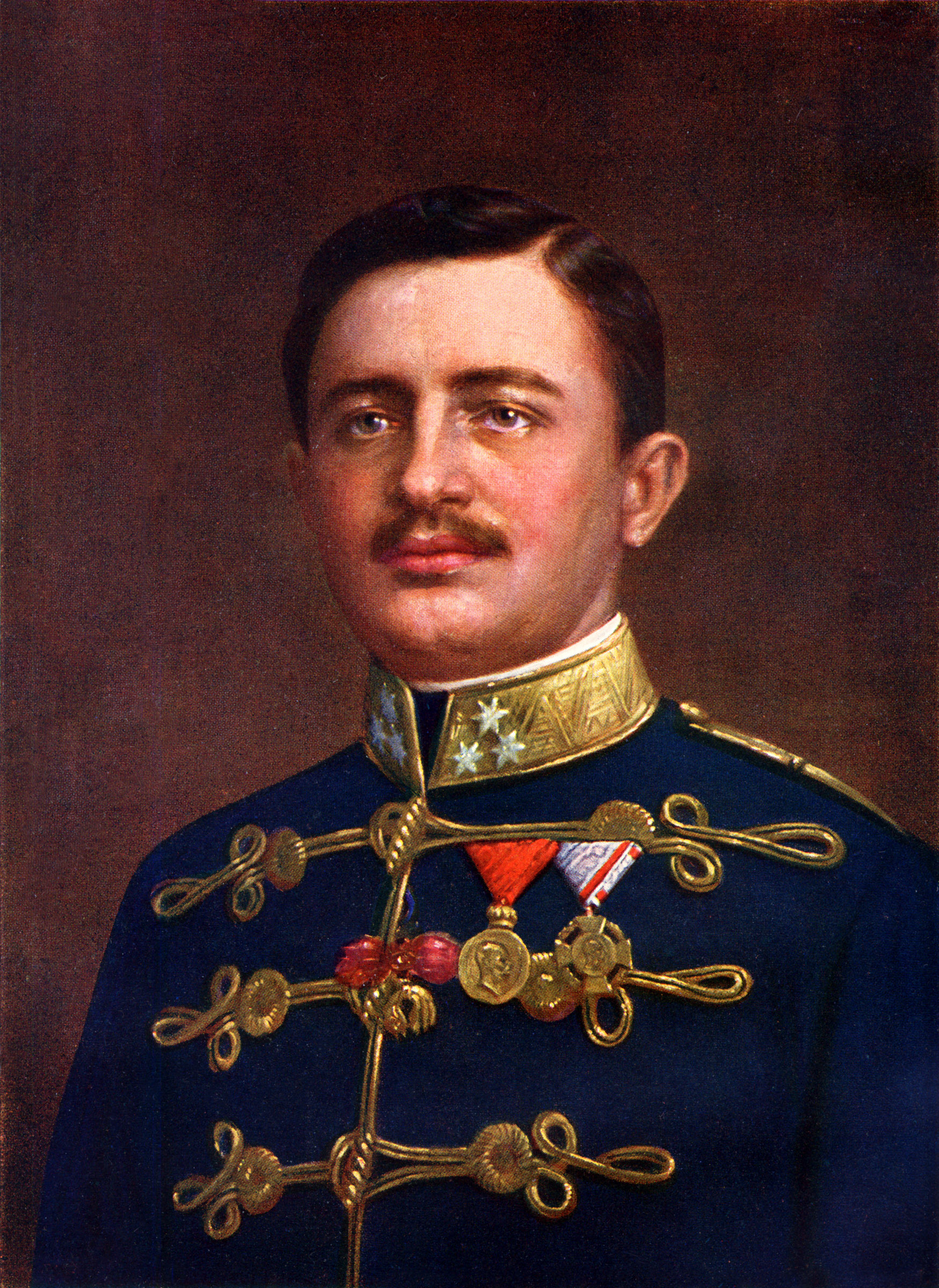
Карл I (імператор Австро-Угорщини), останній король Богемії, Угорщини, Галичини та Володимирії з династії Габсбургів (1916-1918 рр.)

Асоціація монархістів «Краковія» Великого князівства Краківського (пол. Związek monarchistów "CRACOVIA" Wielkie Księstwo Krakowskie) — громадське об'єднання польських монархістів, яке декларує сприяння реставрації монархії, зокрема вибори у співпраці з монархістськими організаціями інших країн «спільного регента на таємних виборах». Окрім того, монархісти займаються підтвердженням шляхетних та аристократичних титулів (після приведення документальних свідчень щодо шляхетності предків або інших документів, підтверджених геральдичними інститутами), в тому числі, присвоєних іншими монархістськими організаціями — зокрема, титулу графа..

## Історія
Постать Великого князя Краківського (яким до 1918 року формально був імператор Австро-Угорщини) для сучасних польських монархістів є не меншим символом Королівства Польського ніж Польсько-литовська Річ Посполи́та. Наприкінці 1990-х майбутні засновники «Краковії» увійшли до складу «Польського Монархічного Руху» (пол. Polski Ruch Monarchistyczny; PRM) та провели у Кракові два його великі конвента. Останній, міжнародний, відбувся у 1998 році у конференц-залі Вержинок на Головній ринковій площі у Кракові з урочистою месою в соборі Вавель. Втім, незабаром Краківська філія відокремилась від PRM, заснувавши за рік Асоціацію монархістів «Краковія».
14 вересня 1999 року суд зареєстрував статут Союзу монархістів Великого князівства Краківського, взявши до уваги застереження щодо прагнення засновників Асоціації «Краковія» до відродження монархії шляхом еволюційних змін.
Засновником Асоціації та її очільником з моменту її створення до 2016 р. був Рішард Боченек-Добровольський (пом. 28 червня 2016) — доктор філософії, працівник Інституту ядерної фізики, суддя Польської асоціації спортивної стрільби, генеолог та художник. Один із провідних ідеологів монархічного руху у Кракові, пан Рішард з 2010 р. асоціювався з Громадською бібліотекою в Зельонках (пол. Zielonki), де він співорганізував багато культурно-освітніх та благодійних заходів, в тому числі поетичних, прозових та музичних вечорів та численних виставок та був редактором журналу «Монархічні новини».
Асоціація діє за сприяння церкви: за згодою єпископа, а згодом і кардинала Казимира Нича, до "Краковії" приєдналися два капелани: о. Ян Леонард Глод, який збудував церкву на пагорбах Кшеславиці та о. Адам Шрока з Прондник-Бяли, капелан польської армії, будівельник місцевої церкви, який став маршалом Асоціації. «Без Церкви немає монархії, бо король є помазаником Божим», — каже Р. Боченек-Добровольський.

## Погляди

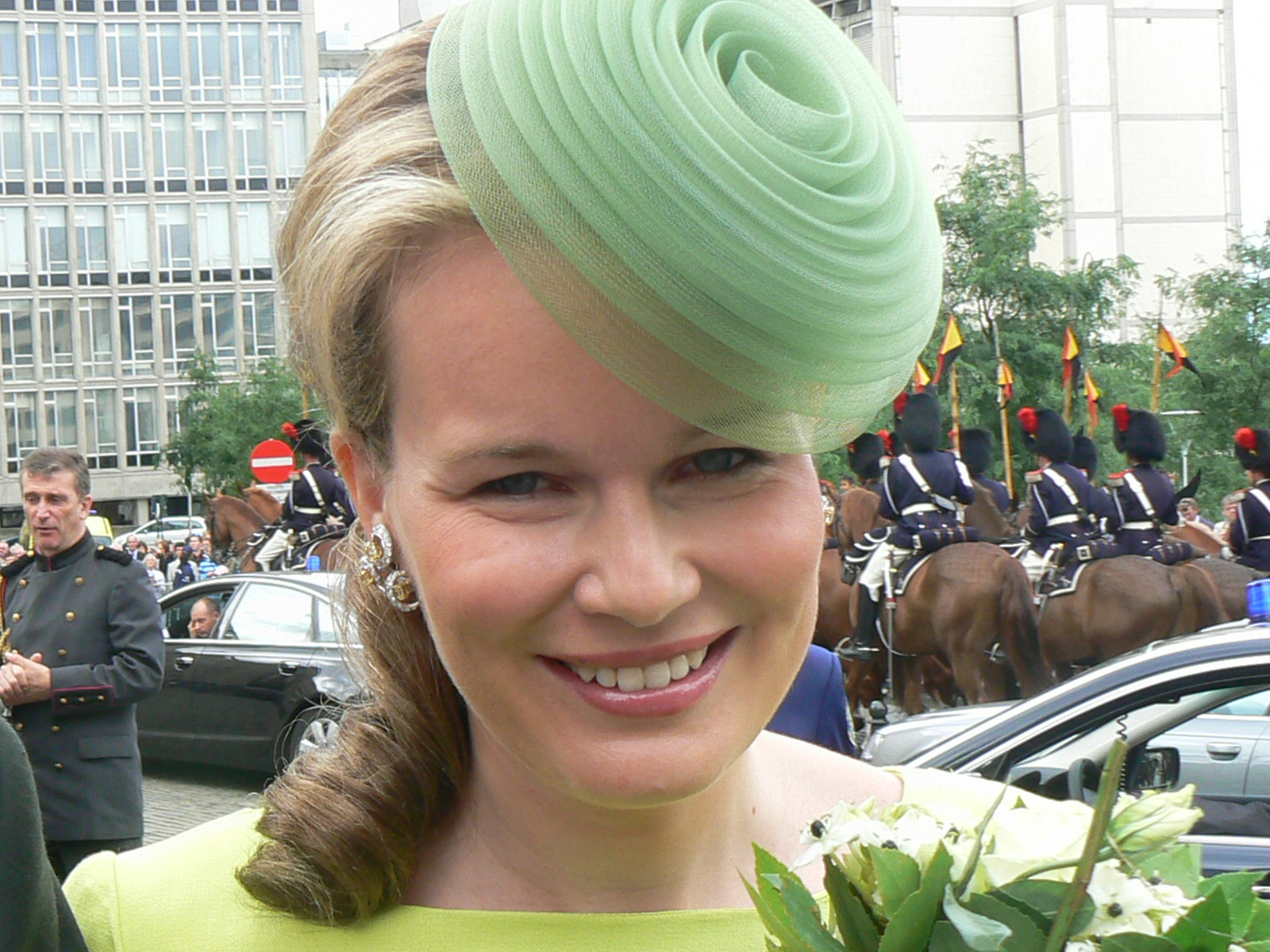
Матильда Бельгійська,
дружина короля Бельгії Філіпа І

Очільник «Краковії» вважав ймовірного монарха не просто символом, але й «батьком нації», в той час, як Президент може бути лише «вітчимом, який піклується про інтереси своєї партії». На його думку, монарх є гарантом стабільності права та добробуту в державі в той час, як політики «постійно змінюють закон, схиляючись до своїх потреб». Пан Боченек-Добровольський був впевнений, що монархія не коштувала б платникам податків дорожче президентства, наводячи приклад англійської королеви, яка «сидить вдома у той час, як президенти постійно кудись їздять». З іншого боку, підкреслював він, монархи сьогодні заробляють неабиякі гроші, приваблюючи в державу туристів, «не кажучи вже про сувеніри» тощо. Сила короля, на думку монархіста, обумовлена тим, що він є безпристрасним та безпартійним, ось чому «голос монарха є дуже потужним».

## Сучасні нащадки польської корони
У «Краковії» нагадують, що с XIV століття королівський титул не був спадковим — він потребував схвалення Сенатом або обрання дворянством. Але питання було вирішено Конституцією від 3 травня 1791 р. (п. 10), яка відновила унітарність та принцип спадковості, передавши права на престол саксонської династії. Проте, завдяки Третьому поділу Речі Посполитої це положення Конституції так і не набрало чинності. Відповідно до положень Віденського конгресу, князя (герцога) Варшави Фридріха Августа змусили відмовитися від титулу.
Тож, сучасним претендентом на польський престол ще нещодавно був німецький принц, голова Саксонського королівського дому Марія Емануель Веттін, маркграф Мейсена (нім. Maria Emanuel, Prinz von Sachsen, Herzog zu Sachsen; 1968—2012), який помер бездітним. Свого часу монархісти вели перемовини з Альбертом (нім. Albrecht /Albert/ Joseph Maria Franz-Xaver Prinz von Sachsen, Herzog zu Sachsen; 1934—2012), молодшим братом принца, який також невдовзі захворів та помер бездітним. На їх думку він був би гідним наступником, бо перший брат Марії Емануель, який живе в Америці, є демократом, ніяк не зацікавленим у монархії.
Таким чином, залишається варіант шукати когось серед нащадків П'ястів, вважають монархісти. Проте шляхетне коріння кандидата не мало б викликати жодного питання у суспільства. Як, наприклад, у випадку з королевою Бельгії Матильдою. Дружина короля Філіпа, що у 40-річному віці 21 липня 2013 року стала королевою бельгійців, вона є найстаршою з п'яти дітей покійного графа Патріка д'Удекем д'Акоза (фр. Mathilde d'Udekem d'Acoz) та польської графині Ганни Коморовської. Остання є онукою Адама Зигмунта Сапеги, польського походження, що народилася у 1946 році у Бялогарді та ще у дитинстві переїхала до Бельгії..
У 2004 році королева Матильда була нагороджена польським президентом Александром Квасневським за благодійність Великим Хрестом, орденом «За заслуги перед Польщею». У венценосної пари є четверо дітей: Єлизавета (2001), Габріель (2003), Еммануель (2005) та Елеонора (2008). Матильда є двоюрідною сестрою відомого аристократа з Кракова, бізнесмена Генріха Собанського. 

## Протиріччя з «Польським Монархічним Рухом»
Монархічний рух у Польщі після раптового розквіту наприкінці 1980-х зараз дуже роздроблений. Глави монархістських груп та об'єднань намагаються збиратися не рідше одного разу на рік для обговорення засад, необхідних для відновлення монархії в країні. Не нав'язуючи, втім м'яко «прищеплюваючи» свої ідеї щодо реставрації монархії суспільстві, члени Асоціації вони вважають єдиним можливим засобом крокування вперед еволюційний шлях, виключно через просвітницьку діяльність. Втім, визначитись, хто б з польських монархістів міг би взяти на себе делікатну місію перемовин, наприклад, з бельгійською королевою, вони так і не змогли.  
Серед цілей, які ставила при створенні Асоціаціх перед собою «Краковія» є не тільки об'єднання монархічного руху (зокрема приєднання до Міжнародної монархістської ліги) та співпраця з монархістськими організаціями інших країн, але навіть «вибори спільного регента на таємних виборах». Втім, наприклад, у тому ж Польському монархічному Русі такого "регента" вже було обрано: "за відсутності короля на польському престолі" (PMR також виступає за спадкову конституційну монархію) регентом польської корони свого часу було проголошено лідера партії Лешека Вержковського (пол. Leszek Antoni Wierzchowski), що було закріплено в зареєстрованому Статуті. Саме це згодом і стало приводом для відокремлення від партії групи краковських монархістів на чолі з Р. Боченеком-Добровольським, які намагалися повернути до Польщі справжнього монарха.  
До речі, так само, як і в PMR, свого регента, який очолює організацію до реставрації у Польщі конституційної монархії, вибрали також і в «Унії Польських монархічних груп» (пол. Unia Polskich Ugrupowań Monarchistycznych; UPUM). Вона була утворена групою членів польського монархістського руху з Бельсько-Бяли та зареєстрована 17 квітня 1997 р. (штаб-квартира знаходиться у Вроцлаві). Згідно з первинним статутом організації, регент не підлягав виборам і довічно обіймав цю посаду. 

## Аристократичні титули

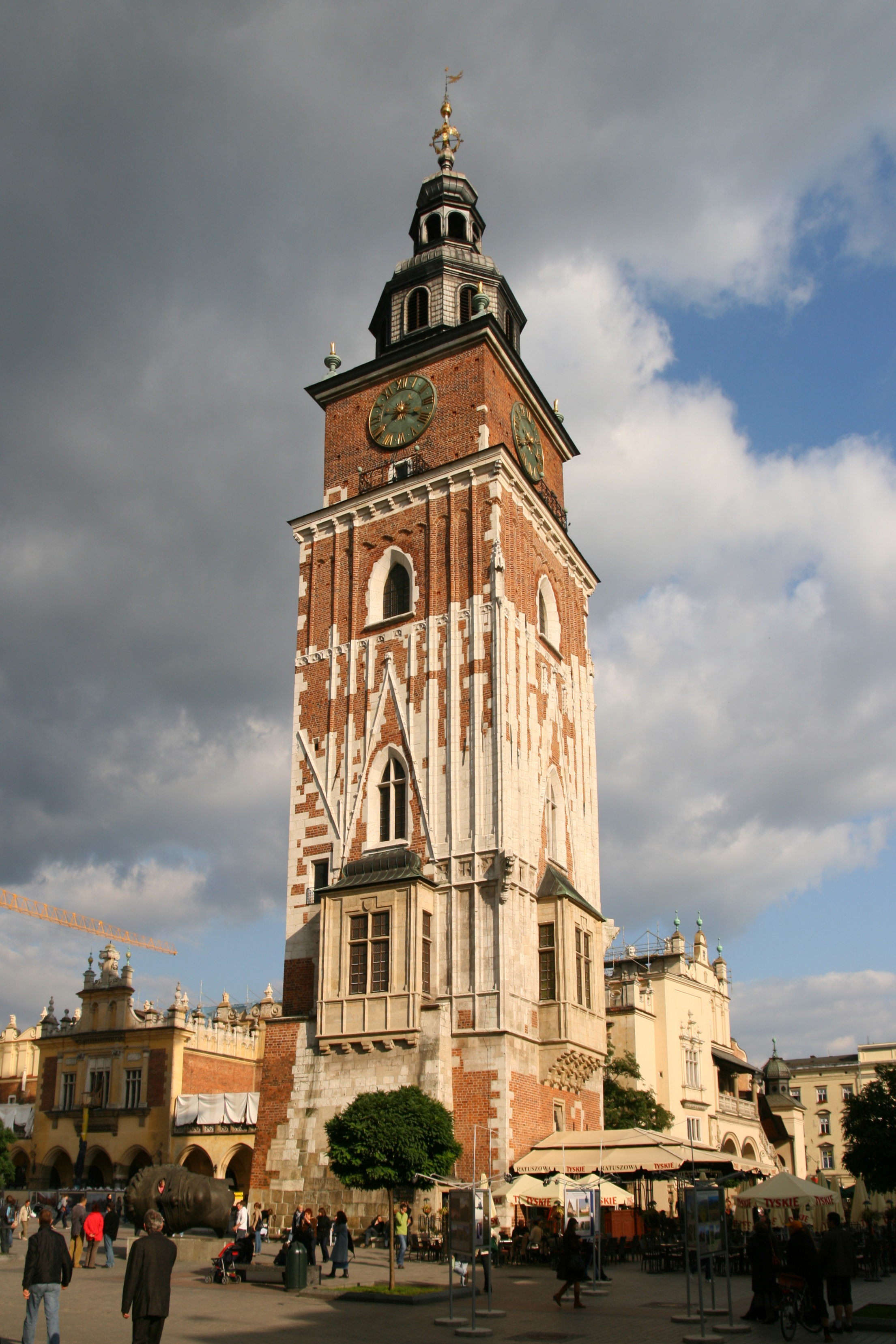
Ратуша на Ринковій площі в Кракові

Хоча офіційно польські монархісти і відрізняються поглядами на те, чи можна сьогодні присвоювати нові дворянські титули в Польщі, яка є республікою, в очікуванні короля деінде вони все ж таки роздають їх добродіям за «нові заслуги». Це може бути, наприклад, пропаганда ідеї монархії, внесок у творчий, науковий чи економічний розвиток Польщі чи, власно, благодійність. "Титул може бути отриманий, серед інших, заможним чоловіком, який спонсорує наш фонд «Корона польська», — пояснює лідер Польського монархічного руху (PMR) Лешек Вержковський. Він також є великим магістром заснованого їм Ордену лицарів польської корони, який роздає власні монархічні нагороди та відзнаки, яких налічується 12. 
Для створення ілюзії визнання їх нагород та титулів міжнародною спільнотою, PMR з 2008 р. співпрацює з польсько-американською монархістською конвенцією, а з 2013 р. з монархістськими організаціями Угорщини та Хорватії. Аналогічно підходить до справи Асоціація монархістів «Краковія» Рішарда Боченек-Добровольського, який свого часу сам отримав звання графа за внесок у розвиток монархічного руху з рук Вержковського. Останній є справжнім колекціонером честі, представляючись «Регентом Польщі, Великим князем України-Русі, князем Російської Імперії та Еміром татар». За словами лідера Польського монархічного руху, він приймав всі ці почесні звання від «гостей з-за кордону» — об'єднання польських татар, претендента на російський престол, регента України… У Львові він навіть отримав орден короля Даниїла Галицького — «як другий поляк після Івана Павла II».
Підтвердження шляхетних та аристократичних титулів, у тому числі, інших монархістських організацій, декларують також і в «Унії Польських монархічних груп». Так само, як і присвоєння власних: дворянин UPUM, барон UPUM, граф UPUM, маргінал UPUM та князь UPUM. Партійний регент отримує титул «Великого князя UPUM» Партія також нагороджує добродіїв власними відзнаками: Лицарський хрест (3-й клас), Монархічний хрест (2-й клас), Регентський хрест, Хрест 3-го травня, Хрест за заслуги UPUM та 10-річний медаль UPUM. З партією асоціюється кілька організацій: Геральдико-генеалогічний коледж «Шлаччич», Полонська культурна асоціація любителів шляхетних і аристократичних традицій та Фонд «Szlachecki Dwór».  

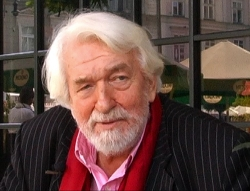
Почесний член монархістського союзу «Краковія», польський актор і режисер Мечислав Свенціцький

Так само, як і PMR з UPUM, незважаючи на відсутність короля, "Краковія" визнає за собою право не тільки на підтвердження старих дворянських та аристократичних титулів (після приведення документальних свідчень щодо шляхетності предків або інших документів, підтверджених геральдичними інститутами), але й на присвоєння нових — «за заслуги» (зокрема, титулу графа).
Хоча дворянські титули й перестали визнаватися у Польщі з набуттям чинності конституції 1921 року, нащадки колишньої польської аристократії не мають щодо цього жодних забубонів. І не тільки при отриманні сумнівних регалій від самозванців «з-за кордону», але й надаючи їм свої псевдо-тітули та грамоти. Наприклад, звання Почесного члена монархістського союзу «Краковія» Великого князівства Краківського свого часу встиг отримати навіть польський співак, актор і режисер Мечислав Свенціцький.
А ось львівський пенсіонер Орест Карелін-Романишин, отримавши від Асоціації монархістів «Краковія» орден, проголосив себе 1 червня 1998 року у Кракові королем України-Русі Орестом І., До речі, саме він подарував монархісту Лешеку Вержковському титул Великого князя України-Русі, представившись «регентом короля України Олелька II» що помер в Іспанії у січні 1996 року.
За словами пана Ореста, колишнього працівника музею, що добре знався на виготовленні прапорів та хоругвів, прапор, який у 1991 році піднімали над Києвом, і той, який першим внесли до Верховної Ради, він шив разом з дружиною Наталею. А у 2004 році, вже у статусі "монарха", він подарував Асоціації монархістів «Краковія» пасторський Прапор, який прийняв у дар граф Ришард Боченек-Добровольський, а освятили священики Адам Шрока та Ян Леонард Глод, про що свідчить документ із Реєстру рукописів Ягеллонської бібліотеки.